# Federació Luxemburguesa d'Atletisme
La Federació Luxemburguesa d'Atletisme (en francès: Fédération Luxembourgeoise d'Athlétisme), abreujat FLA, és l'òrgan de govern per a l'esport de l'atletisme a Luxemburg. Va ser fundada l'11 de novembre de 1928, com a substitució de la Federació de les Societats luxemburgueses d'esports atlètics (en francès: Fédération des Sociétés luxembourgeoises des Sports Athlétiques).

## Llista de presidents
- Edmond Marx (1928–1940)
- Alex Servais (1945–1947)
- Jos Lucius (1947–1958)
- Pierre Wies (1958)
- Jos Lucius (1959)
- Emile Goebel (1960–1961)
- François Mersch (1961–1962)
- Josy Barthel (1962–1972)
- Norbert Haupert (1973–1979)
- Mil Jung (1980–1989)
- Jean-Marie Janssen (1991–2000)
- Alex Bodry (2001 – 2010)
- Claude Haagen (2010 - Actual)